# Edward Maalouf
Edward Maalouf –en árabe, إدوارد معلوف– (nacido el 11 de diciembre de 1968) es un deportista libanés que compitió en ciclismo adaptado en la modalidad de ruta. Ganó dos medallas de bronce en los Juegos Paralímpicos de Pekín 2008.

## Palmarés internacional
| Juegos Paralímpicos | Juegos Paralímpicos | Juegos Paralímpicos | Juegos Paralímpicos |
| Año                 | Lugar               | Medalla             | Prueba              |
| ------------------- | ------------------- | ------------------- | ------------------- |
| 2008                | Pekín (China)       | Medalla de bronce   | Ruta HC B           |
| 2008                | Pekín (China)       | Medalla de bronce   | Contrarreloj HC B   |